# Consell Mundial dels Arameus
El Consell Mundial dels Arameus, abans Aliança Universal Siríaca és una organització que vol reagrupar a totes les organitzacions siríaques o aramees del món. Anteriorment part dels seus membres a títol individual, formaven part de l'Aliança Universal Assíria però el 1983 es va constituir en grup separat a Nova Jersey, Estats Units amb el propòsit de representar a totes les organitzacions aramees/siríaques existents o que anessin sorgint en el futur.
Hi ha organitzacions aramees o siríaques als Estats Units, Austràlia, Síria, Turquia, Líban, Jordània, Suècia, Suïssa, Alemanya, Àustria, Països Baixos i Bèlgica. El 1999 l'entitat fou reconeguda com a Organització No Governamental amb estatus especial consultiu pel consell Econòmic i Social de les Nacions Unides (ECOSOC).
La bandera de l'organització, que no és la de la nació aramea, és vermella sobre groc horitzontal.